# Blaasjeskrab
De blaasjeskrab (Hemigrapsus sanguineus) is een in Nederland en België uitheemse soort afkomstig uit Azië of mogelijk uit Amerika waar de soort ook geïntroduceerd is. Een eveneens ingevoerde exoot en sterk verwante en gelijkende soort is de penseelkrab (Hemigrapsus takanoi).

## Anatomie
De blaasjeskrab heeft een vierkant schild met een rechte voorrand en drie tanden aan de zijkant. De mannelijke krabben hebben een bolle, lederachtige blaas aan de basis van het beweeglijke bovendeel van de scharen. Mannetjes worden groter dan vrouwtjes. De blaasjeskrab is donker met lichtere, beige vlekjes of omgekeerd.

## Verspreiding in Europa
Op 21 augustus 1999 is de soort voor het eerst opgemerkt in Europa, een enkel mannetje werd gevonden bij Schelphoek. Twee dagen later werd er nog een mannetje gevonden op dezelfde locatie. Ca. een week later werden er tientallen individuen gevonden bij Le Havre, het wordt aangenomen dat dit tevens de locatie is waar de eerste Europese populatie zich heeft gevormd.Sinds de introductie in Le Havre heeft de krab zich langs vele honderden kilometers aan kustlijn verspreid: de krab is zo ver gevonden als Aberthaw, Wales en Romo. Naast de snelle verspreiding zijn de aantallen van de blaasjeskrab sterk toegenomen: dichtheden van meer dan 100 individuen/m² werden waargenomen. Recentelijk zijn er zelfs dichtheden van >600 individuen/m² waargenomen op het eiland Sylt.